# کینگزلی مادو
کینگزلی مادو (انگلیسی: Kingsley Madu؛ زادهٔ ۱۲ دسامبر ۱۹۹۵) بازیکن فوتبال اهل نیجریه است.
از باشگاه‌هایی که در آن بازی کرده‌است می‌توان به باشگاه فوتبال زولته وارخم، باشگاه ورزشی آ اس ترنچین، و باشگاه فوتبال ادنسه اشاره کرد.
وی همچنین در تیم‌های ملی فوتبال زیر ۲۰ سال نیجریه، زیر ۲۳ سال نیجریه و نیجریه بازی کرده‌است.
وی در مسابقات بین‌المللی در مجموع برندهٔ ۱ مدال برنز شده‌است.